# 로도라
" The Rhodora, On Being Asked, Wherece Is the Flower " 또는 간단히  로도라 (The Rhodora)는 랠프 월도 에머슨이 1834년에 쓴 시이다. 로도라는 진달래와 자연환경에 대한 아름다움에 관한 것이다.